# Viktor Petrenko
Viktor Petrenko, född 27 juni 1969, är en ukrainsk konståkare. Trefaldig europamästare mellan åren 1989 och 1994, en världsmästartitel 1992 samt ett OS-guld från Albertville samma år. Under en stor del av sin karriär tävlade Petrenko för Sovjetunionen. 1994 tävlade han för första gången för Ukraina. Petrenko var under sin tävlingskarriär en av de mest musikaliska manliga konståkarna av sin generation. Han slutade med amatöråkning efter säsongen 1993-1994 och har sedan dess jobbat som coach och medverkat i många isshower som professionell åkare. Han har även åkt tillsammans med sin dotter, Victoria.[källa behövs]
Efter den dramatiska OS-vinsten för Oksana Bajul från Ukraina i OS i Lillehammer 1994 gjorde Viktor och Oksana tillsammans ett uppvisningsnummer till Bill Haleys "Rock Around the Clock".
Den 8 juli 2022 uppträdde Viktor Petrenko på en isshow i ryska Sotji i som organiserades av Kremls talesman Dmitrij Peskovs fru, konståkaren Tatiana Navka, trots Rysslands invasion av Ukraina 2022.